# Trangé
Trangé é uma comuna francesa na região administrativa do País do Loire, no departamento de Sarthe. Estende-se por uma área de 11.11 km². Em 2010 a comuna tinha 1 490 habitantes (densidade: 134,1 hab./km²).